# Jimmy Buffett
James William Buffett, mais conhecido como, Jimmy Buffett (Pascagoula, 25 de dezembro de 1946 – Sag Harbor, Nova York, 1 de setembro de 2023) foi um empresário, cantor e compositor estadunidense, autor e ator. Ele é mais conhecido por sua música, que muitas vezes retrata um estilo de vida, e as coisas muitas vezes bem humorada.

## Biografia
Junto com sua banda Coral Reefer, Buffett gravou canções de sucesso como " Margaritaville "(classificada em 234º posição da Associação da Indústria Fonográfica da América lista de " Canções do Século "). Ele tem uma base devota de fãs conhecidos como "Parrotheads".
Além de sua carreira na música, Buffett também é um escritor de best-sellers e está envolvido em duas cadeias de restaurantes em homenagem a duas de suas canções mais conhecidas, "Cheeseburger in Paradise" e "Margaritaville". Ele é dono da Margaritaville Cafe, cadeia de restaurantes e co-desenvolveu o Cheeseburger in Paradise, conceito de restaurante com, OSI Restaurant Partners , que opera a cadeia sob um acordo de licenciamento com Buffett.
No Brasil a canção mais conhecida de Buffett é Survive, que fez parte da trilha sonora da novela da Rede Globo, coração alado de 1980. Outra canção sua de destaque é "La Vie Dansante", gravada em 1984 para seu álbum Riddles in the Sand. Esta canção possui uma famosa versão em português no Brasil, gravada em 1996 pela dupla sertaneja Chrystian & Ralf, chamada "No Mesmo Olhar", para o álbum Sozinho em Nova York. Foi um dos destaques do álbum e é até hoje um dos grandes sucessos da dupla.

## Morte
Buffet morreu no dia 1° de setembro de 2023, aos 75 anos em Nova York. O músico havia sido diagnosticado com câncer de pele das células merkel em 2019, a doença posteriormente evoluiu, a causa da morte revelada foi linfoma.

## Filmografia
| Ano  | Título                                                             | Personagem           |
| ---- | ------------------------------------------------------------------ | -------------------- |
| 1973 | Introducing Jimmy Buffett                                          | Ele mesmo            |
| 1973 | Tarpon                                                             |                      |
| 1975 | Rancho Deluxe                                                      | Ele mesmo            |
| 1978 | FM                                                                 | Ele mesmo            |
| 1984 | Repo Man                                                           |                      |
| 1986 | Live by the Bay                                                    | Ele mesmo            |
| 1986 | Doctor Duck's Secret All-Purpose Sauce                             | Ele mesmo            |
| 1991 | Hook                                                               | Shoe-Stealing Pirate |
| 1994 | Cobb                                                               |                      |
| 1995 | Congo                                                              | 727 Piloto           |
| 1998 | Hemingway: Take Nothing                                            | Ele mesmo            |
| 1999 | Music Bridges Over Troubled Water                                  | Ele mesmo            |
| 2000 | Tales from MargaritaVision                                         | Ele mesmo            |
| 2004 | Bridge to Havana                                                   | Ele mesmo            |
| 2006 | Hoot                                                               | Mr. Ryan             |
| 2006 | Sun Dogs                                                           |                      |
| 2007 | Live in Anguilla                                                   | Ele mesmo            |
| 2008 | Gonzo: The Life and Work of Dr. Hunter S. Thompson                 | Ele mesmo            |
| 2009 | Scenes You Know by Heart                                           | Ele mesmo            |
| 2012 | Basically Frightened: The Musical Madness of Colonel Bruce Hampton | Ele mesmo            |
| 2012 | OnePeople: The Celebration                                         | Ele mesmo            |
| 2015 | Jurassic World                                                     |                      |
| 2017 | Parrot Heads                                                       | Ele mesmo            |
| 2018 | Up the Stairs                                                      | Anderson             |
| 2018 | Billionaire Boys Club                                              | Capitão de Polícia   |
| 2018 | The Wall's Embrace                                                 | Ele mesmo            |
| 2019 | The Beach Bum                                                      | Jimmy Buffett        |
| 2020 | Jimmy Carter: Rock & Roll President                                | Ele mesmo            |
| TBA  | Under the Volcano                                                  |                      |

| Ano       | Título                                                            | Papel      |
| --------- | ----------------------------------------------------------------- | ---------- |
| 1974      | Your Hit Parade                                                   | Ele mesmo  |
| 1978      | Saturday Night Live                                               | Ele mesmo  |
| 1981–92   | The Tonight Show Starring Johnny Carson                           | Ele mesmo  |
| 1981      | Fridays                                                           | Ele mesmo  |
| 1982      | I Love Liberty                                                    | Ele mesmo  |
| 1982      | SCTV Network                                                      | Ele mesmo  |
| 1983      | Austin City Limits                                                | Ele mesmo  |
| 1983–85   | Late Night with David Letterman                                   | Ele mesmo  |
| 1984      | Nashville Now                                                     | Ele mesmo  |
| 1987      | Cinemax Sessions                                                  | Ele mesmo  |
| 1988      | Breaking All the Rules                                            |            |
| 1989–2020 | Today                                                             | Ele mesmo  |
| 1991      | Voices That Care                                                  | Ele mesmo  |
| 1992      | New Orleans Live!                                                 | Ele mesmo  |
| 1992      | Hurricane Relief                                                  | Ele mesmo  |
| 1993      | Johnny Bago                                                       |            |
| 1994–2008 | Late Show with David Letterman                                    | Ele mesmo  |
| 1995–2003 | The Tonight Show with Jay Leno                                    | Ele mesmo  |
| 1997      | Music for Montserrat                                              | Ele mesmo  |
| 1998–2005 | Late Night with Conan O'Brien                                     | Ele mesmo  |
| 1998      | Elmopalooza                                                       | Ele mesmo  |
| 1998      | Brian Wilson's Imagination                                        | Ele mesmo  |
| 1998      | From the Earth to the Moon                                        |            |
| 1998      | Time & Again                                                      | Ele mesmo  |
| 2002      | Closeups                                                          | Ele mesmo  |
| 2004–06   | 60 Minutes                                                        | Ele mesmo  |
| 2004–08   | Live! with Regis and Kelly                                        | Ele mesmo  |
| 2005–13   | The Ellen DeGeneres Show                                          | Ele mesmo  |
| 2008      | Cubs Forever: Celebrating 60 Years of WGN-TV and the Chicago Cubs | Ele mesmo  |
| 2009      | Late Night with Jimmy Fallon                                      | Ele mesmo  |
| 2010      | CMT Crossroads                                                    | Ele mesmo  |
| 2010      | Bridge School News                                                | Ele mesmo  |
| 2010      | Jimmy Buffett & Friends: Live from the Gulf Coast                 | Ele mesmo  |
| 2010      | CMT Insider                                                       | Ele mesmo  |
| 2010      | The Gulf Is Back                                                  | Ele mesmo  |
| 2011–20   | Hawaii Five-0                                                     | Frank Bama |
| 2013      | Boston Strong: An Evening of Support and Celebration              | Ele mesmo  |
| 2013      | Kokua for the Philippines                                         | Ele mesmo  |
| 2014–20   | The Tonight Show Starring Jimmy Fallon                            | Ele mesmo  |
| 2017      | NCIS: New Orleans                                                 | Ele mesmo  |
| 2017      | The Magnificent Mile Lights Festival                              | Ele mesmo  |
| 2018      | CBS News Sunday Morning                                           | Ele mesmo  |
| 2018      | The View                                                          | Ele mesmo  |
| 2018      | Megyn Kelly Today                                                 | Ele mesmo  |
| 2018      | Watch What Happens Live with Andy Cohen                           | Ele mesmo  |
| 2018      | Buried Treasure                                                   | Ele mesmo  |
| 2019      | The Late Late Show with James Corden                              | Ele mesmo  |
| 2019      | Wheel of Fortune                                                  | Ele mesmo  |
| 2020      | Celebrity Page                                                    | Ele mesmo  |
| 2020      | Willie Nelson: American Outlaw                                    | Ele mesmo  |